# 甘尼森 (犹他州)
甘尼森（英文：Gunnison），是美国犹他州桑皮特县下属的一座城市。建市于 1859年，面积大约为5.3平方英里（13.7平方公里），海拔约为5,138英尺（1,566米）。根据2010年美国人口普查，该市有人口3,285人。